# Iwanów Wierch

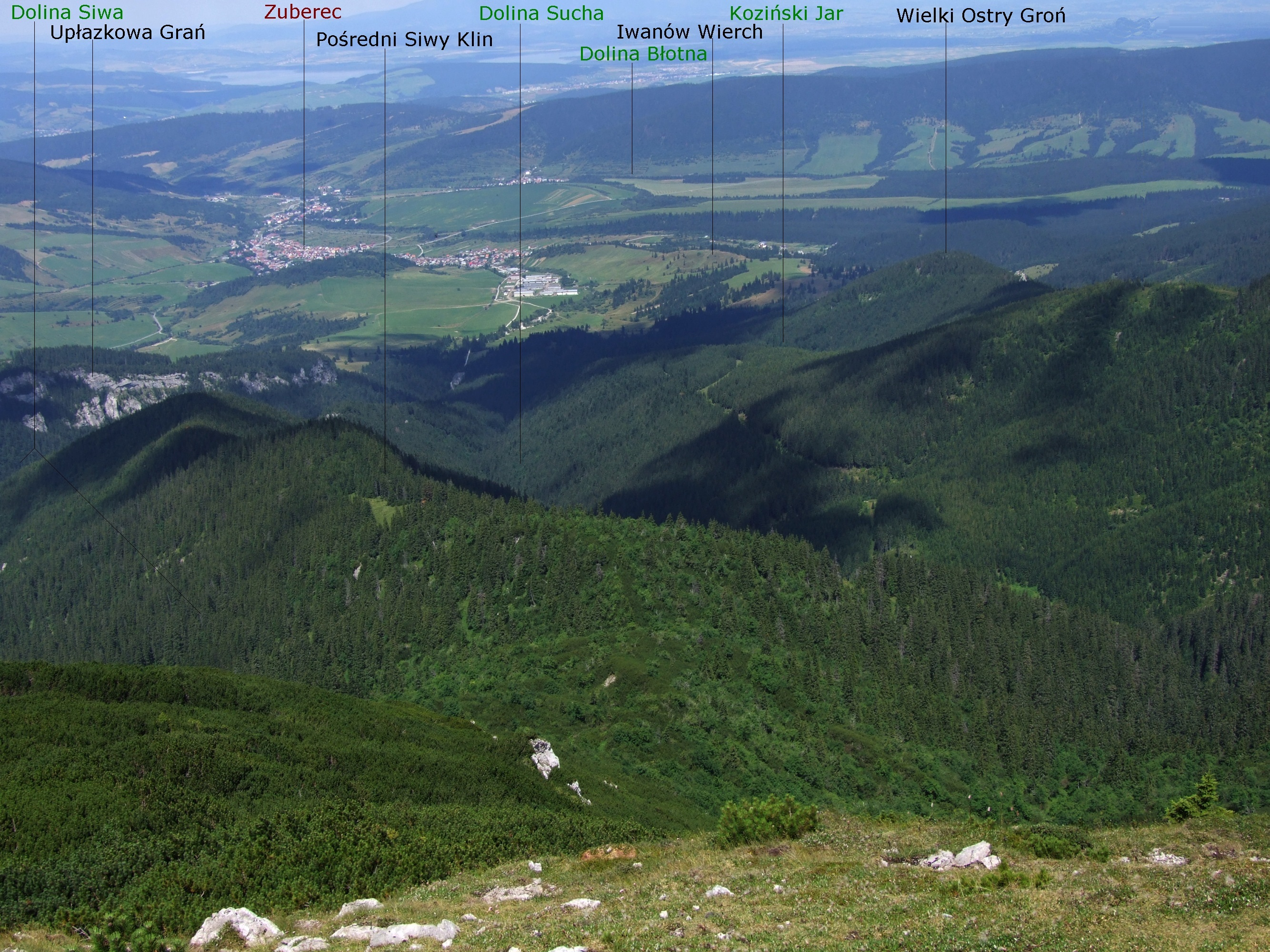
Widok z zachodniej grani Siwego Wierchu

Iwanów Wierch (słow. Ivanov vrch) – wzgórze oraz niski wałowaty grzbiet oddzielający dolne części Doliny Siwej i Doliny Przybyskiej w słowackich Tatrach Zachodnich. Iwanów Wierch zaczyna się w Zubercu i biegnie łukowato w południowym kierunku do granicy lasu. Jego kontynuacją jest Wielki Siwy Klin.
Iwanów Wierch dawniej był całkowicie bezleśny, zajęty przez pola uprawne i łąki mieszkańców Zuberca. Znajduje się poza obszarem Tatrzańskiego Parku Narodowego. Obecnie jednak stopniowo zarasta lasem. U jego zachodnich podnóży znajdują się zabudowania dużej spółdzielni rolniczej. Jego wschodnimi zboczami (od strony Doliny Przybyskiej) prowadzi szlak turystyczny.

## Szlaki turystyczne
– żółty: Zuberzec – Wielki Ostry Groń – Palenica Jałowiecka. Czas przejścia: 3:25 h, ↓ 2:40 h